# Almundsryds församling
Almundsryds församling är en församling i Tingsryds pastorat i Njudung-Östra Värends kontrakt i Växjö stift i Svenska kyrkan. Församlingen ligger i Tingsryds kommun i Kronobergs län.

## Administrativ historik
Församlingen utbröts i början av 1400-talet ur Urshults församling som kapellförsamling under namnet Nykirko, Almuntzred eller Ytra socken/församling. Hela pastoratet kallades i slutet av medeltiden Hvaembo.
Församlingen var fram till den 1 maj 1878 annexförsamling i pastoratet Urshult och Almundsryd, därefter till 1962 utgjorde församlingen ett eget pastorat. Från 1962 till 1994 var församlingen moderförsamling i pastoratet Almundsryd och Härlunda, för att från 1995 återigen bilda ett eget pastorat, för att 2010 uppgå i Tingsryds pastorat.

## Kyrkor
- Almundsryds kyrka
- Fridafors kyrka